# Palazzo Nazionale di Queluz

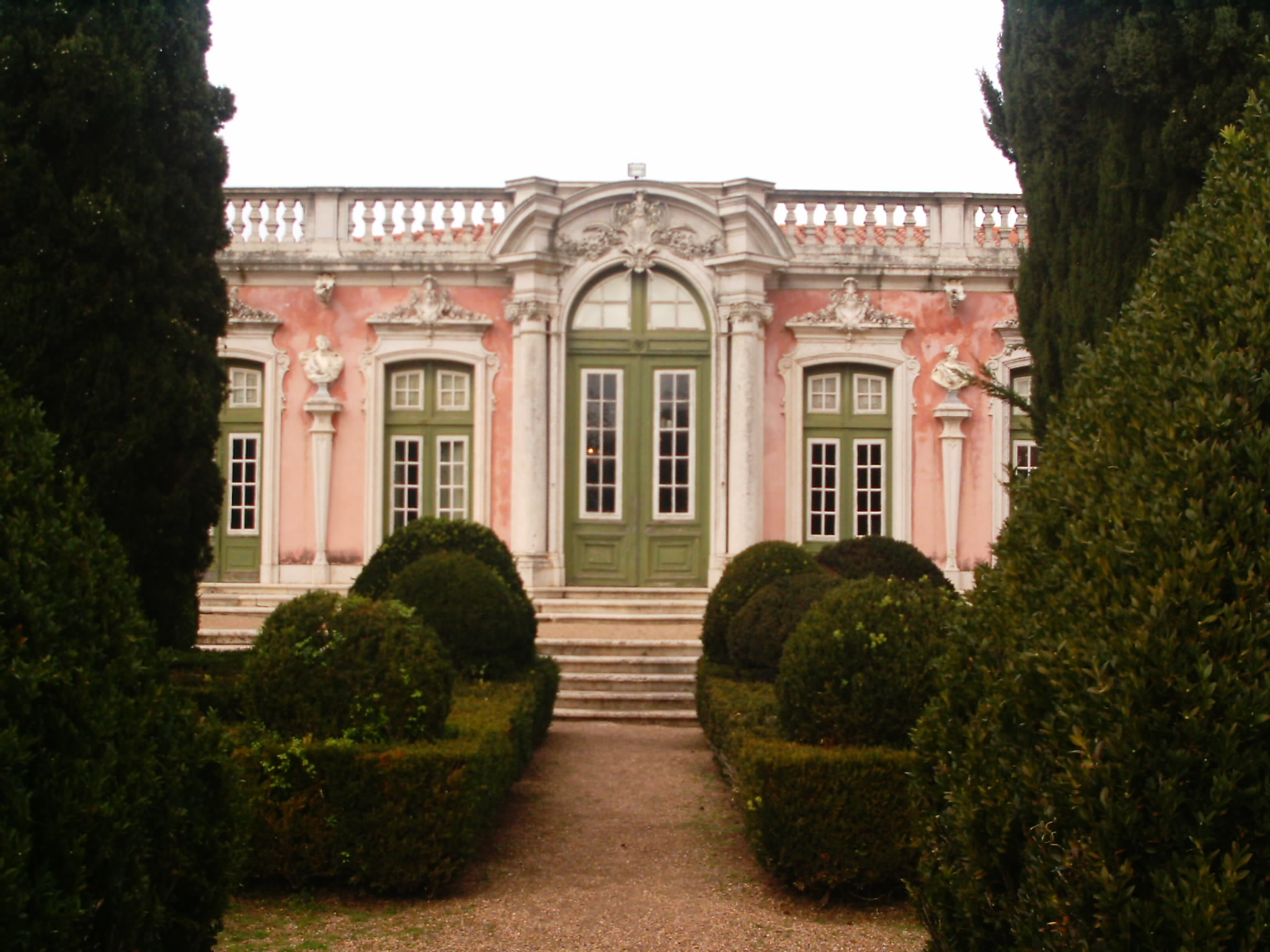
Facciata del palazzo

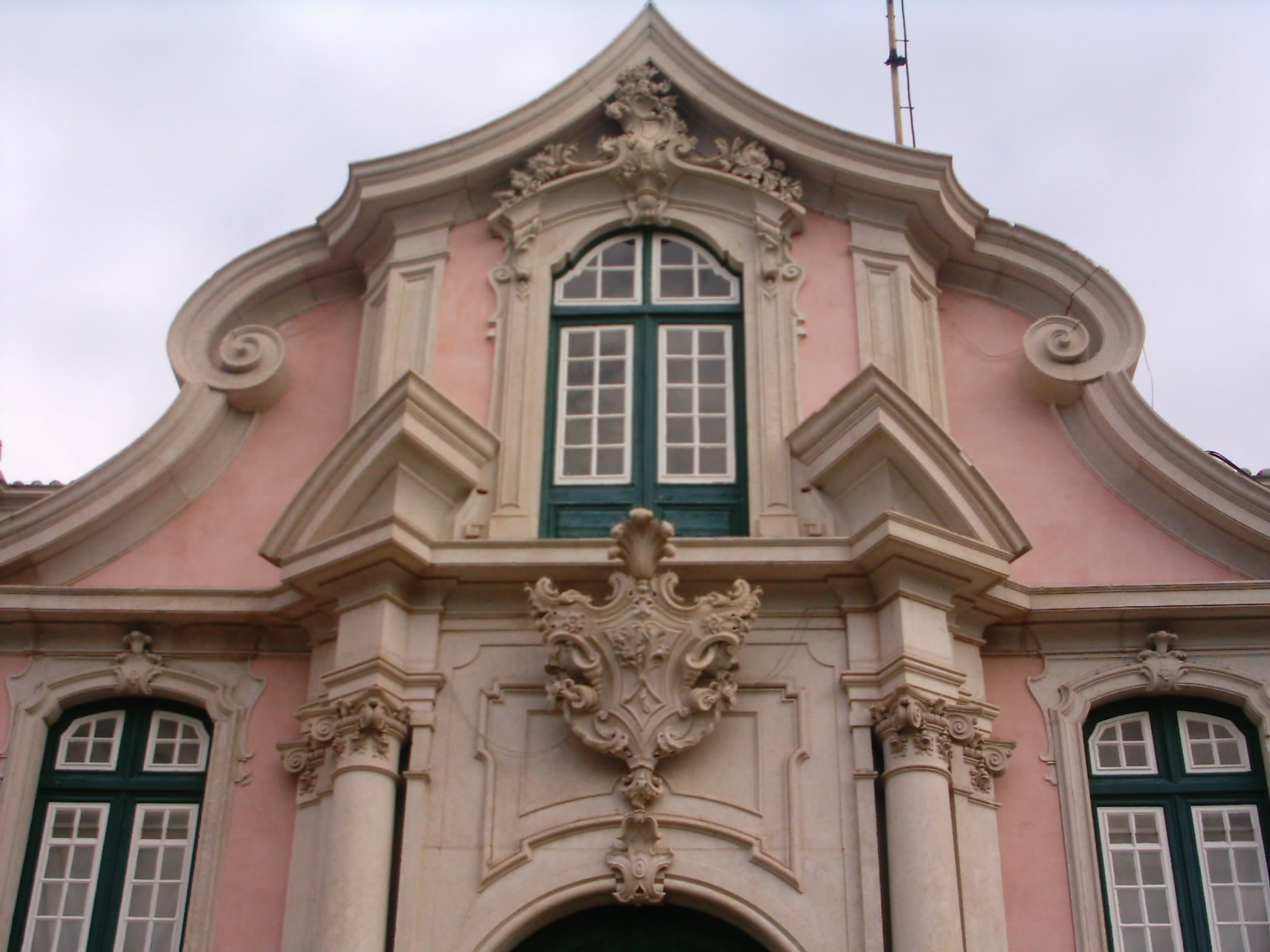
Particolare della facciata del palazzo

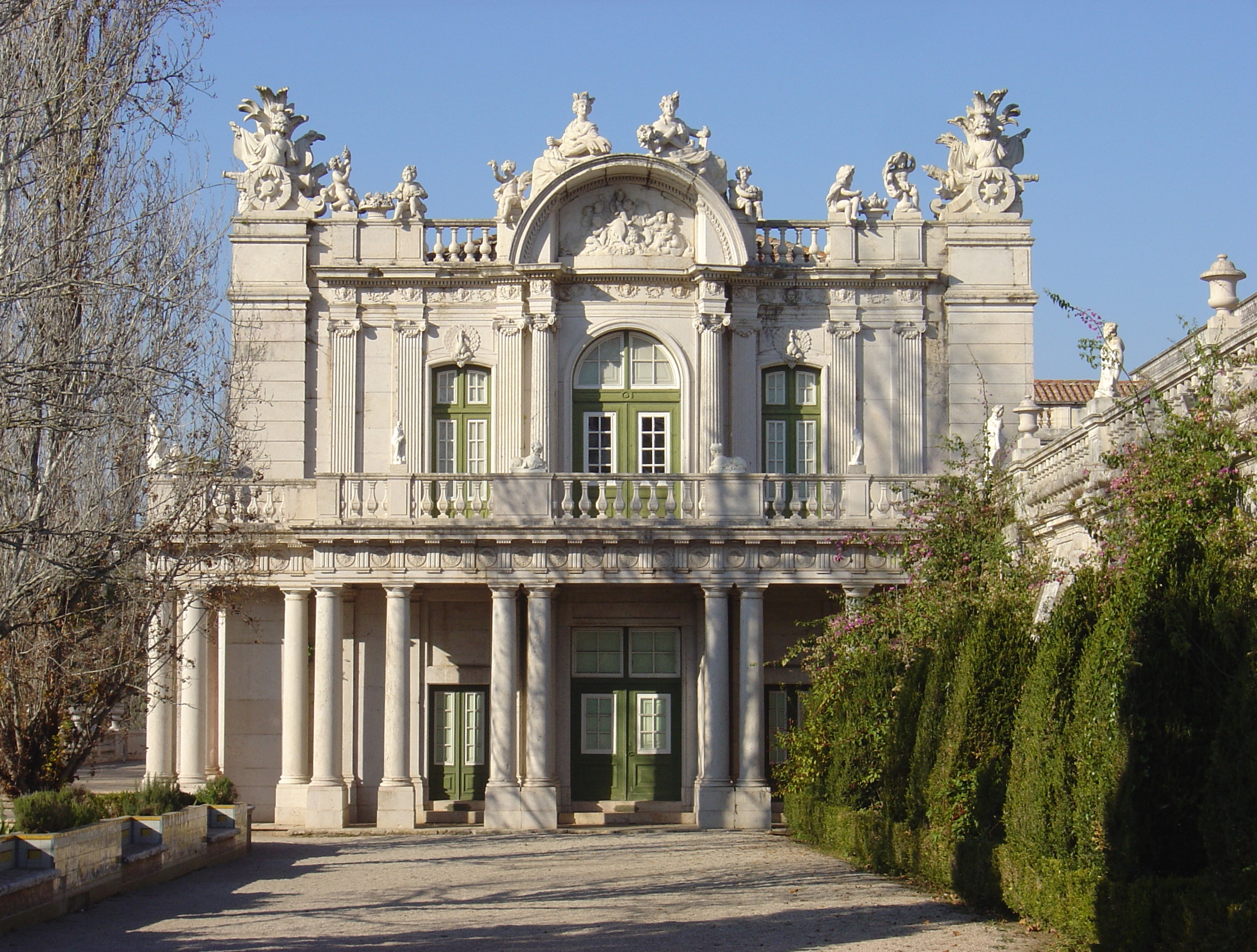
Un padiglione del palazzo

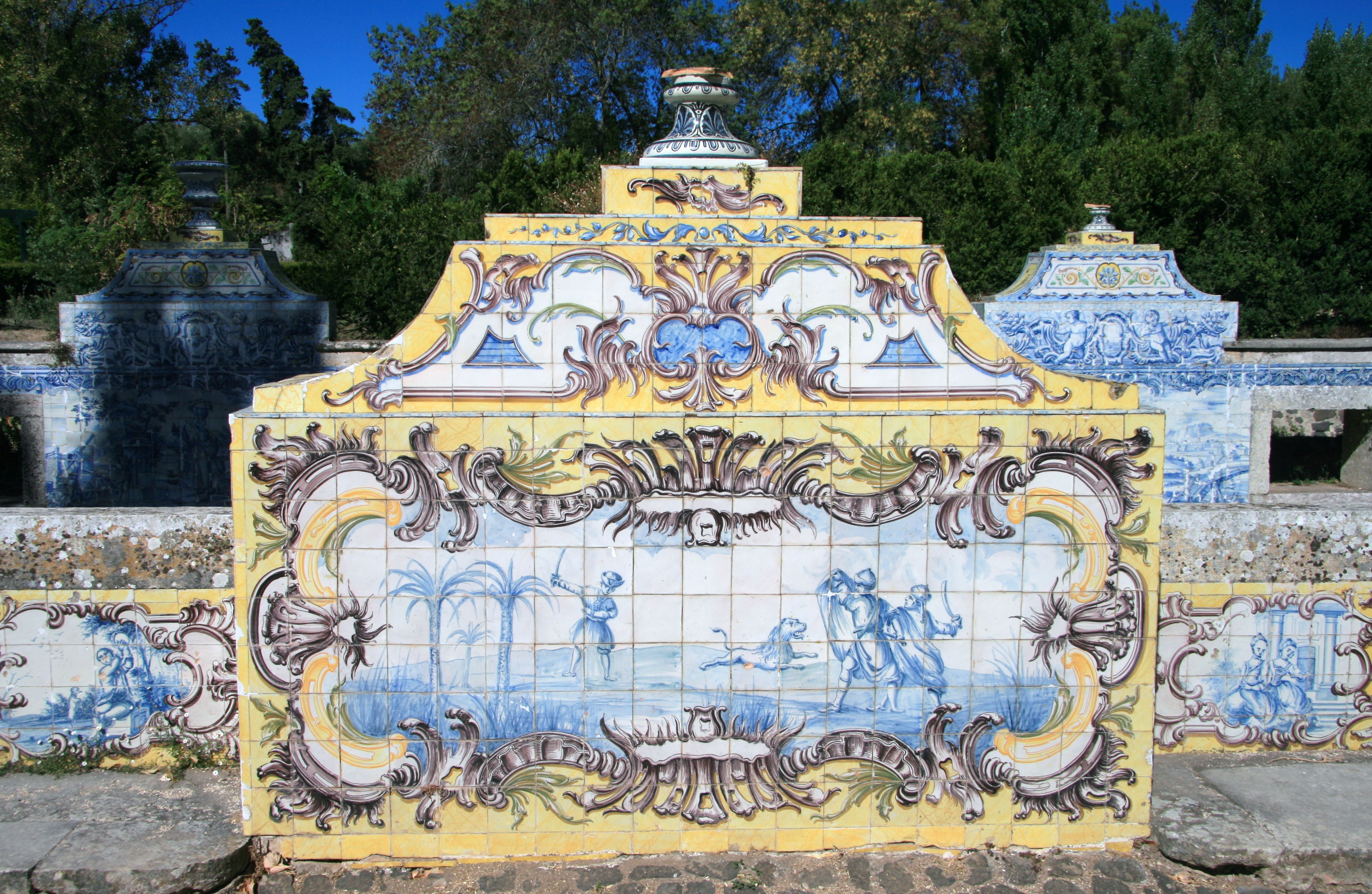
Azulejos nel parco del palazzo

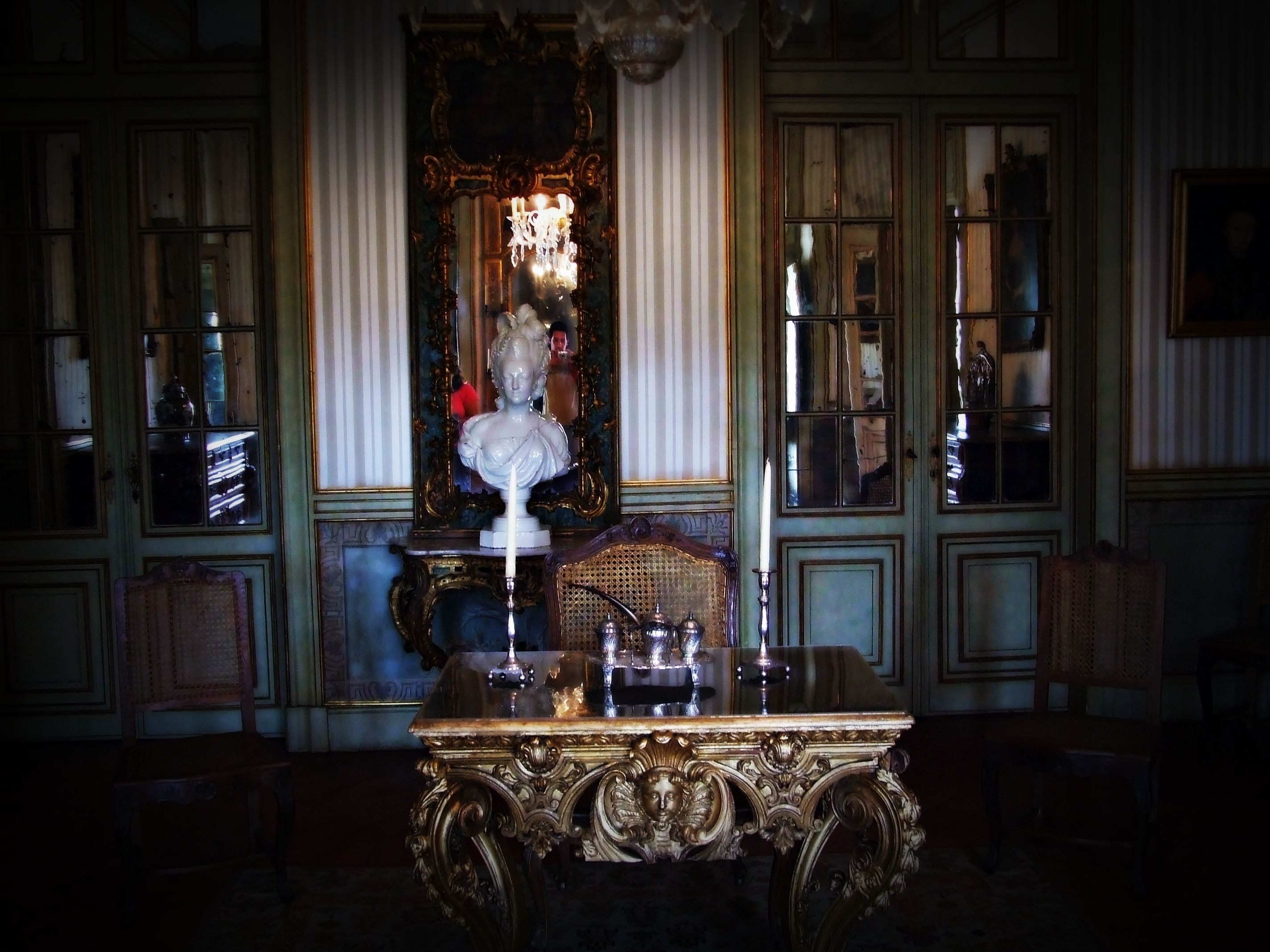
Una sala del palazzo

Il Palazzo Nazionale di Queluz (in portoghese: Palácio Nacional de Queluz), conosciuto anche come Palazzo Reale di Queluz (port.: Palácio Real de Queluz), è una residenza reale portoghese, situata nella freguesia di Queluz, nel comune di Sintra (distretto di Lisbona), che fu realizzata come tale tra il 1747 e il 1760 su progetto dell'architetto Jean-Baptiste Robillon e per volere del principe Pietro (Pedro) III (1717-1786), marito della regina Maria I (1734-1816), che trasformarono una preesistente residenza di campagna.
Definito la "Versailles del Portogallo", il palazzo veniva utilizzato soprattutto come luogo di divertimenti per la famiglia reale: vi si svolgevano concerti, corride e spettacoli di fuochi d'artificio, in particolar modo in occasione di feste religiose o altri eventi.
Vi visse qui per molti anni la regina Maria I, ma per il resto il palazzo non fu molto frequentato dalla famiglia reale.
Viene utilizzato tuttora per i concerti e come luogo di ricevimento per i capi di Stato stranieri. Ospita inoltre la Scuola Portoghese di Arte Equestre e la Biblioteca di Arte Equestre.

## Caratteristiche
L'edificio si caratterizza per le facciate dal color rosa pastello (oggi è però dipinto in azzurro) in stile rococò, con dorature rococò e stucchi molto elaborati.
Gli interni ospitano 22 sale, che presentano una collezione di arredi portoghesi, ritratti di reali, porcellane cinesi, tappeti Arraialos, ecc.
L'edificio è circondato da un parco, dove si trovano mura decorate con azulejos che raffigurano scene fluviali e portuali, e da giardini con fontane abbellite da figure mitologiche.
|  |

## Storia
Nel 1794, la famiglia reale fu costretta a trasferirsi nel Palazzo di Queluz, a causa di un incendio al Palácio Nacional da Ajuda. Visse qui fino al 1807, quando fuggì in Brasile.

## Punti d'interesse

### Esterni

#### Padiglione della Regina Maria
Questa sezione del palazzo viene utilizzata per le visite ufficiali di capi di Stato.

#### Jardim de Malta
Il Jardim de Malta fu realizzato da Jean-Baptiste Robillon.
Presenta quattro sculture dedicate ad altrettante arti: la musica, la pittura, la scultura e l'architettura. Come in altri giardini, vi trovano posto piante provenienti da Amsterdam.

### Interni

#### Sala del Trono
La Sala del Trono (Sala do Trono) si presenta come una sorta di imitazione della Sala degli Specchi della Reggia di Versailles.

#### Sala Don Chisciotte
La Sala Don Chisciotte (Sala Don Quijote) presenta un soffitto sorretto da otto colonne ed affreschi che raffigurano scene del romanzo di Miguel Cervantes.